# Anisodes geranium
Anisodes geranium är en fjärilsart som beskrevs av Louis Beethoven Prout 1917. Anisodes geranium ingår i släktet Anisodes och familjen mätare. Inga underarter finns listade i Catalogue of Life.